# Alíns
Alíns är en ort i Spanien.   Den ligger i provinsen Provincia de Huesca och regionen Aragonien, i den nordöstra delen av landet, 400 km nordost om huvudstaden Madrid. Alíns ligger 1 403 meter över havet och antalet invånare är 245.
Terrängen runt Alíns är huvudsakligen kuperad, men norrut är den bergig. Runt Alíns är det mycket glesbefolkat, med 2 invånare per kvadratkilometer. Närmaste större samhälle är Castejón de Sos, 14,0 km nordväst om Alíns. I omgivningarna runt Alíns växer i huvudsak blandskog.